# Західний Катанкуді-6
Грама Ніладхарі Західний Катанкуді-6 (№ 162B) — Грама Ніладхарі підрозділу ОС Каттанкуді, округ Баттікалоа, Східна провінція, Шрі-Ланка.

## Демографія
| Населення (2007) | Населення (2007) | Населення (2007) | Населення (2007) | Населення (2007) |
| Населення        | Чоловіки         | Жінки            | Діти             | Дорослі          |
| ---------------- | ---------------- | ---------------- | ---------------- | ---------------- |
| 1728             | 752              | 976              | 716              | 1012             |